# 薩伏依的瑪麗亞·卡羅麗娜
薩伏依的瑪麗亞·卡羅麗娜（義大利語：Maria Carolina di Savoia，1764年1月17日—1782年12月28日），薩丁尼亞國王維托里奧·阿梅迪奧三世的女兒。

## 婚姻
1781年，瑪麗亞·卡羅麗娜與薩克森選侯腓特烈·奧古斯特三世的弟弟安東王子結婚。隔年瑪麗亞·卡羅麗娜因天花去世，年僅18歲。